# Tihana
Tihana je žensko ime koje je izvedeno od pridjeva tiha. Ovo ime nalazimo u Hrvatskoj, većinom i nešto rjeđe u Srbiji. Ime je isključivo žensko, a sinonime među muškim imenima možemo pronaći u imenu Tihomir i Tiho.

## Mitologija
Ime Tihana se javlja u slavenskoj mitologiji kao boštvo. Bijeli Hrvati su vjerovali u Tihanu koja je bila božica sreće.

## Značenje
Tihana znači tiha žena i može se izvući iz pridjeva tih i priloga tihano. 

## Slična imena i nadimci
Slična imena su Tihomira, Tiana, Hana, Tijana.
Najčešći nadimci su: Tija, Tiha, Hani, Tita, Tika, Tihica.

## Popularnost
Tihana je relativno često ime na području Republike Hrvatske. Oko tri tisuće osoba nosi ovo ime i među dvjesto je najpopularnijih ženskih hrvatskih imena.
Svoju najveću popularnost ime Tihana je doživjelo devedesetih godina 20. stoljeća.

## Poznata imena
- Tihana Škrinjarić, plesna koreografkinja
- Tihana Harapin-Zalepugin, hrvatska modna agentica
- Tihana Zrnić, televizijska voditeljica
- Tihana Ravlić, romanist
- Tihana Ambroš, profesionalna rukometašica